# 尤爾金斯科耶區
56°49′12″N 67°23′28″E / 56.82000°N 67.39111°E
尤爾金斯科耶區（俄语：Юргинский район），是俄羅斯的一個區，位於該國南部，由秋明州負責管轄，面積4,409平方公里，2010年該區人口12,313，人口密度為每平方公里2.79人。